# Acianthera markii
Acianthera markii é uma espécie de orquídea (Orchidaceae) que existe na Guatemala.

## Publicação e sinônimos
- Acianthera markii Archila, Richardiana 10: 12 (2009).